# Campeonato Mundial de Patinaje Artístico sobre Hielo de 1900
El V Campeonato Mundial de Patinaje Artístico se realizó en Davos (Suiza) entre el 10 y el 11 de febrero de 1900 bajo la organización de la Unión Internacional de Patinaje sobre Hielo (ISU) y la Federación Suiza de Patinaje sobre Hielo. 

## Resultados

### Masculino
| Puesto | Nombre         | País    | Puntos |
| ------ | -------------- | ------- | ------ |
| Oro    | Gustav Hügel   | Austria | 7      |
| Plata  | Ulrich Salchow | Suecia  | 8      |
| Bronce | —              | —       | —      |

## Medallero
| Núm. | País    | Oro | Plata | Bronce | Total |
| ---- | ------- | --- | ----- | ------ | ----- |
| 1    | Austria | 1   | 0     | 0      | 1     |
| 2    | Suecia  | 0   | 1     | 0      | 1     |
|      | TOTAL   | 1   | 1     | 0      | 2     |

| Predecesor: Suiza 1899 | Campeonato Mundial de Patinaje Artístico sobre Hielo 1900 | Sucesor: Suecia 1901 |

- Datos: Q674985